# Мандейское письмо
Мандейское письмо — система консонантного письма (абджад) из семитской семьи письменных систем, созданная предположительно между II и VII веками либо из курсивной формы арамейского письма (как сирийское письмо), либо из парфянского канцелярийного шрифта мандеями, последователями мандейской гностической религии (мандеизма) Южной Месопотамии для записи мандейского языка с богослужебными целями. По мнению лингвиста Рудольфа Мацуха мандейское письмо происходит из набатейского.
Точное происхождение мандейского письма определить сложно. Классический мандейский язык и его потомок новомандейский по-прежнему ограниченно используются. При этом мандейская письменность за столетия мало изменилась. В изучение канонической литературы мандеев внёс большой вклад немецкий семитолог Марк Лидзбарский.
Самоназвание мандейского письма — абагада или абага, образовано по названиям первых букв алфавита. Вместо древних семитских названий букв (алаф, бет, гамаль) используются названия а, ба, га и т. д.
Мандейский текст записывается справа налево горизонтальными линиями. Это курсивное письмо, но в пределах одного слова соединяются не все буквы. Пробелы выделяют отдельные слова.

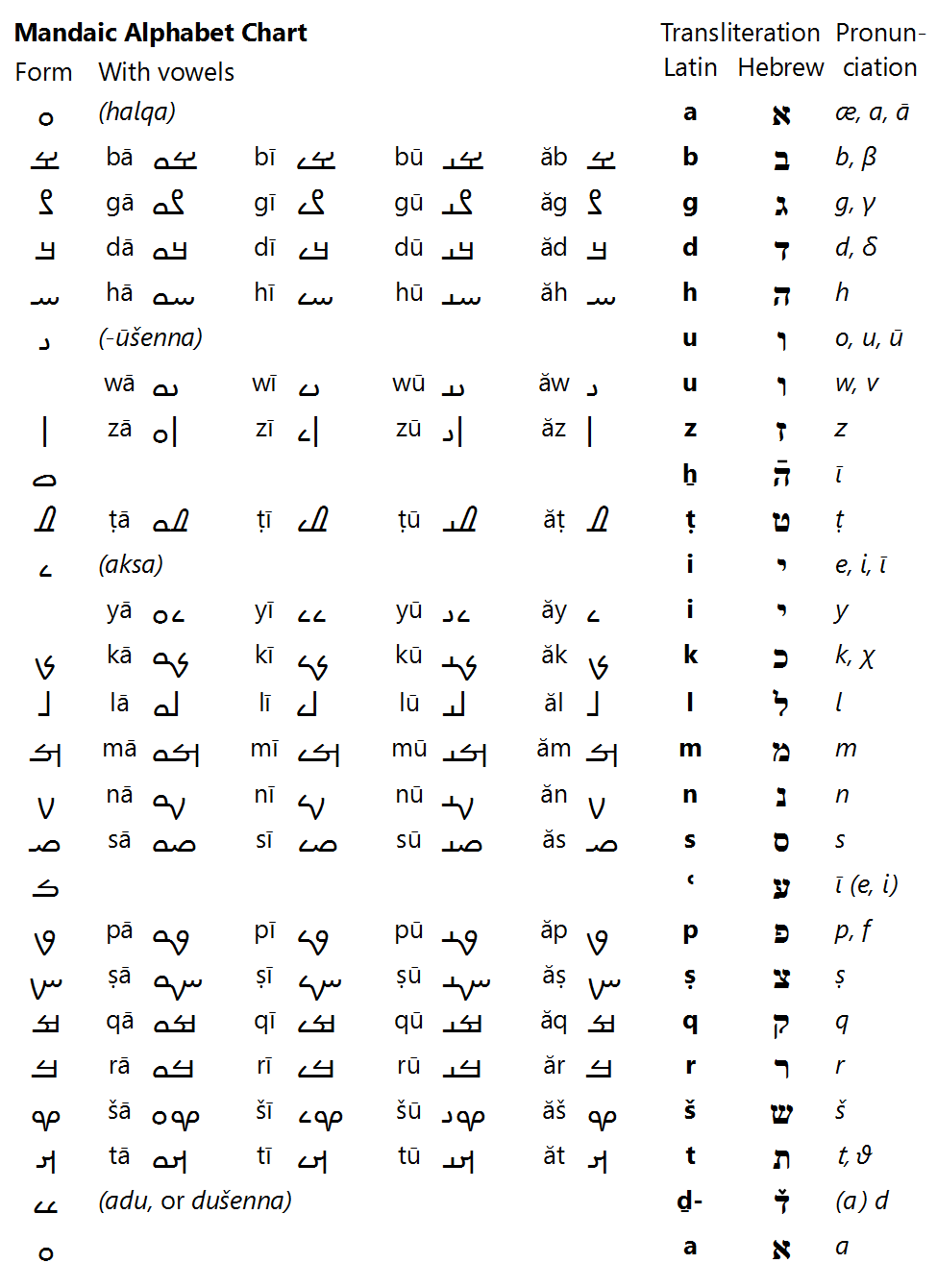
Алфавитная таблица

## Буквы
Мандейский алфавит фактически включает 22 буквы (в том же порядке, что и арамейский алфавит). 23-м знаком алфавита считается диграф аду. Формально алфавит оканчивается повтором первой буквы а с целью иметь символическое число букв — 24:
| №     | Название буквы | Буква | Тип соединения | Тип соединения | Тип соединения | Транслитерация | Транслитерация | Произношение (МФА) | Юникод, кодовая позиция |
| №     | Название буквы | Буква | Право          | Середина       | Лево           | Латинская      | Еврейская      | Произношение (МФА) | Юникод, кодовая позиция |
| ----- | -------------- | ----- | -------------- | -------------- | -------------- | -------------- | -------------- | ------------------ | ----------------------- |
| 1, 24 | a              | ࡀ     | ـࡀ             |                |                | a              | א              | a                  | U+0840 HALQA            |
| 2     | ba             | ࡁ     | ـࡁ             | ـࡁـ            | ࡁـ             | b              | ב              | b                  | U+0841 AB               |
| 3     | ga             | ࡂ     | ـࡂ             | ـࡂـ            | ࡂـ             | g              | ג              | g                  | U+0842 AG               |
| 4     | da             | ࡃ     | ـࡃ             | ـࡃـ            | ࡃـ             | d              | ד              | d                  | U+0843 AD               |
| 5     | ha             | ࡄ     | ـࡄ             | ـࡄـ            | ࡄـ             | h              | ה              | h                  | U+0844 AH               |
| 6     | wa             | ࡅ     | ـࡅ             | ـࡅـ            | ࡅـ             | u              | ו              | u, w               | U+0845 USHENNA          |
| 7     | za             | ࡆ     | ـࡆ             |                |                | z              | ז              | z                  | U+0846 AZ               |
| 8     | eh             | ࡇ     | ـࡇ             |                |                | -ẖ             | ח              | χ                  | U+0847 IT               |
| 9     | ṭa             | ࡈ     | ـࡈ             | ـࡈـ            | ࡈـ             | ṭ              | ט              | tˠ                 | U+0848 ATT              |
| 10    | ya             | ࡉ     | ـࡉ             |                |                | i              | י              | i, j               | U+0849 AKSA             |
| 11    | ka             | ࡊ     | ـࡊ             | ـࡊـ            | ࡊـ             | k              | כ              | k                  | U+084A AK               |
| 12    | la             | ࡋ     | ـࡋ             | ـࡋـ            | ࡋـ             | l              | ל              | l                  | U+084B AL               |
| 13    | ma             | ࡌ     | ـࡌ             | ـࡌـ            | ࡌـ             | m              | מ              | m                  | U+084C AM               |
| 14    | na             | ࡍ     | ـࡍ             | ـࡍـ            | ࡍـ             | n              | נ              | n                  | U+084D AN               |
| 15    | sa             | ࡎ     | ـࡎ             | ـࡎـ            | ࡎـ             | s              | ס              | s                  | U+084E AS               |
| 16    | -              | ࡏ     | ـࡏ             | ـࡏـ            | ࡏـ             | ʿ              | ע              | e                  | U+084F IN               |
| 17    | pa             | ࡐ     | ـࡐ             | ـࡐـ            | ࡐـ             | p              | פ              | p                  | U+0850 AP               |
| 18    | ṣa             | ࡑ     | ـࡑ             | ـࡑـ            | ࡑـ             | ṣ              | צ              | sˠ                 | U+0851 ASZ              |
| 19    | qa             | ࡒ     | ـࡒ             | ـࡒـ            | ࡒـ             | q              | ק              | q                  | U+0852 AQ               |
| 20    | -              | ࡓ     | ـࡓ             | ـࡓـ            | ࡓـ             | r              | ר              | r                  | U+0853 AR               |
| 21    | ša             | ࡔ     | ـࡔ             |                |                | š              | ש              | ʃ                  | U+0854 ASH              |
| 22    | ta             | ࡕ     | ـࡕ             | ـࡕـ            | ࡕـ             | t              | ת              | t                  | U+0855 AT               |
| 23    | adu            | ࡖ     |                |                |                | ḏ-             | ד̌              | ð                  | U+0856 DUSHENNA         |

### Гласные
В отличие от большинства других семитских алфавитов, гласные обычно записываются в полном объёме. Первая буква а используется для передачи диапазона нижних гласных. Шестая буква ва используется для верхних гласных заднего ряда (u и o) (используется также для согласного v). Десятая буква йа используется для верхних гласных переднего ряда (i и e) (используется также для согласного y). Восьмая буква эх (соответствующая арамейской хет) произносится как длинный гласный i и используется только как суффикс третьего лица единственного числа. Шестнадцатая буква (соответствующая арамейской айн) обычно передаёт e в начале слова или начальные u или i перед буквами «ва» или «йа» соответственно.
Знак, похожий на подчёркивание (U+085A ◌࡚ mandaic vocalization mark), может использоваться для различения признаков трёх гласных — а, ва и йа. Он используется в учебных материалах, но может быть опущен в обычном тексте. Буква ба в качестве примера:
- ࡁࡀ /bā/ — ࡁࡀ࡚ /ba/
- ࡁࡅ /bu/ — ࡁࡅ࡚ /bo/
- ࡁࡉ /bi/ — ࡁࡉ࡚ /be/

### Знак геминации
Точка под согласным (U+085B ◌࡛ mandaic gemination mark) может использоваться для обозначения геминации (более продолжительного произнесения согласного), которую местные авторы называют «твёрдым» произношением. Примеры слов с геминацией: ࡀࡊ࡛ࡀ (ekka) 'есть', 'имеется', ࡔࡉࡍ࡛ࡀ (šenna) 'зуб', ࡋࡉࡁ࡛ࡀ (lebba) 'сердце' и ࡓࡁ࡛ࡇ (rabba) 'большой'.

### Лигатура
23-я буква алфавита — диграф аду (буквы да + йа), относительная частица (ср. араб. tāʾ marbūṭah, коптская буква ти и английский амперсанд).
В дополнение к обычному соединению, некоторые буквы могут соединяться для формирования различных лигатур:
- ࡊࡃ /kd/, ࡗ /kḏ/, ࡊࡉ /ki/, ࡊࡋ /kl/, ࡊࡓ /kr/, ࡊࡕ /kt/ и ࡊࡅ /ku/
- ࡍࡃ /nd/, ࡍࡉ /ni/, ࡍࡌ /nm/, ࡍࡒ /nq/, ࡍࡕ /nt/ и ࡍࡅ /nu/
- ࡐࡋ /pl/, ࡐࡓ /pr/ и ࡐࡅ /pu/
- ࡑࡋ /ṣl/, ࡑࡓ /ṣr/ и ࡑࡅ /ṣu/
- ࡅࡕ /ut/

Аду (U+0856 ࡖ mandaic letter dushenna) и старая лигатура kḏ (U+0857 ࡗ mandaic letter kad) являются отдельными символами в Юникоде.

## Дополнения

### Знак аффрикации
В постклассическом и современном мандейском языке употребляются много персидских слов. Различные буквы мандейского письма могут быть повторно заданы путем размещения под ними двух горизонтально расположенных точек (U+0859 ◌࡙ mandaic affrication mark). Этот приём сопоставим с созданием четырёх новых букв в персидском алфавите и позволяет использовать в алфавите иноязычные звуки (возникшие в результате аффрикации, лениции и др.):
- ࡂ /g/ — ࡂ࡙ /γ/
- ࡃ /d/ — ࡃ࡙ /δ/
- ࡄ /h/ — ࡄ࡙ /ḥ/
- ࡈ /ṭ/ — ࡈ࡙ /ẓ/
- ࡊ /k/ — ࡊ࡙ /χ/
- ࡐ /p/ — ࡐ࡙ /f/
- ࡑ /ṣ/ — ࡑ࡙ /ž/
- ࡔ /š/ — ࡔ࡙ /č/, /ǰ/
- ࡕ /t/ — ࡕ࡙ /θ/

### Аин
Мандейская буква (ࡘ), соответствующая букве аин, происходит от арабской айн (ع). В отличие от арабской, данная мандейская буква не соединяется с другими буквами.

## Пунктуация и другие знаки
Пунктуация используется в мандейском тексте редко. Разрыв текста может быть обозначен двумя концентрическими кружками (U+085E ࡞ mandaic punctuation).
Для выравнивания текста по формату может использоваться нижняя горизонтальная линия (см. араб. татвиль, U+0640 ـ arabic tatweel).

## Магическое и религиозное значение
По верованиям мандеев каждая буква мандейского алфавита олицетворяет силу жизни и света. Мандеи считают свой алфавит магическим и священным.
Семитский алфавит содержит 22 буквы. Для того, чтобы количество букв было равно 24, количеству часов в сутках, в алфавит был добавлен диграф аду, а в конце алфавита повторена первая буква а. Без этого повтора алфавит был бы неполным в магическом аспекте.

## Юникод
Мандейский алфавит был добавлен в стандарт Юникод в октябре 2010 года с выпуском версии 6.0.
Блок Unicode для мандейского алфавита — U+0840–U+085F (девятнадцатый блок):
| Мандейское письмо Официальная таблица символов Консорциума Юникода (PDF) |   |   |   |   |   |   |   |   |   |   |   |   |   |   |   |   |
|                                                                          | 0 | 1 | 2 | 3 | 4 | 5 | 6 | 7 | 8 | 9 | A | B | C | D | E | F |
| U+084x                                                                   | ࡀ | ࡁ | ࡂ | ࡃ | ࡄ | ࡅ | ࡆ | ࡇ | ࡈ | ࡉ | ࡊ | ࡋ | ࡌ | ࡍ | ࡎ | ࡏ |
| U+085x                                                                   | ࡐ | ࡑ | ࡒ | ࡓ | ࡔ | ࡕ | ࡖ | ࡗ | ࡘ | ࡙  | ࡚  | ࡛  |   |   | ࡞ |   |

## Галерея

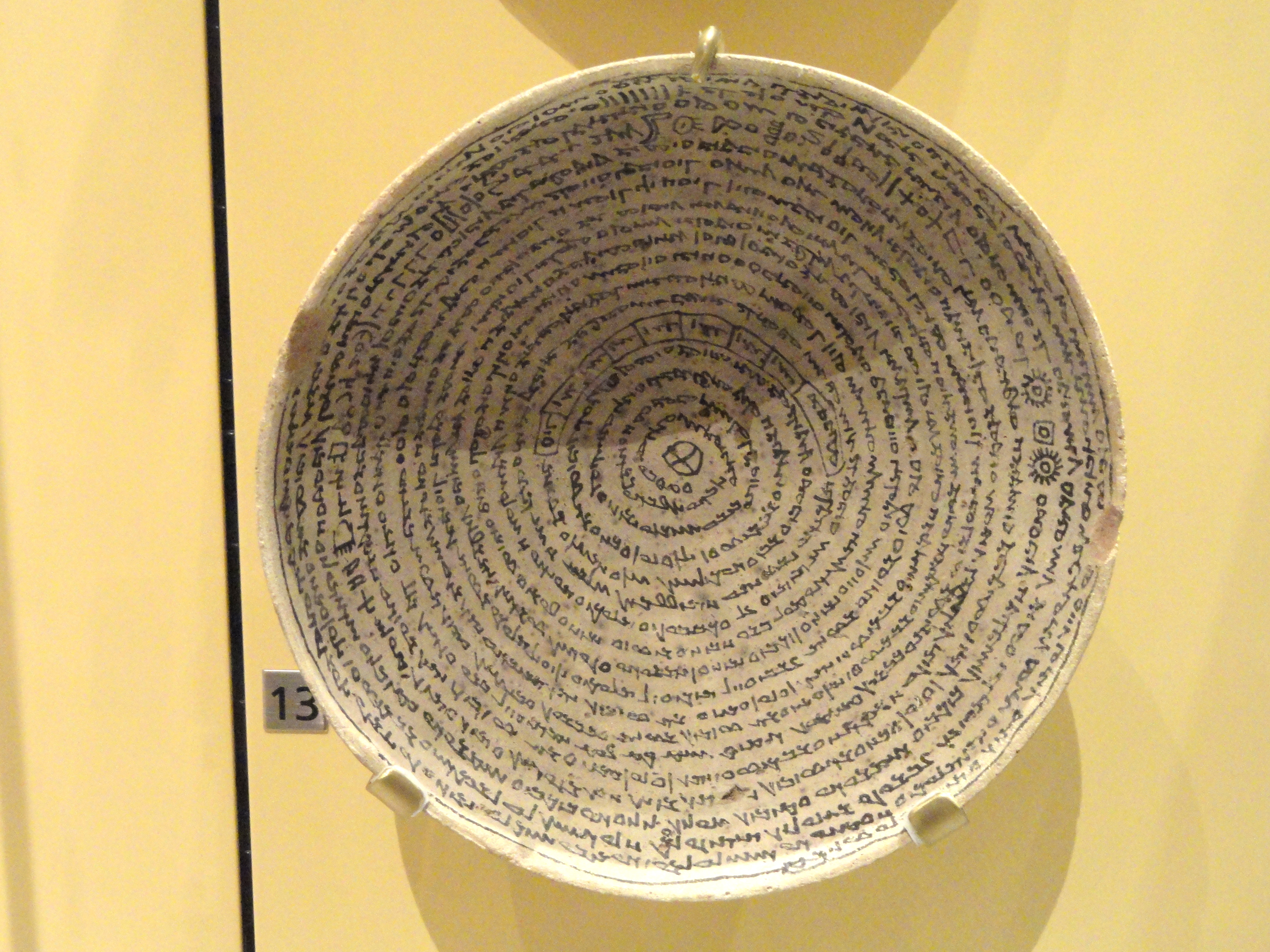
Чаша с заклинанием для Буктуйи и домочадцев, 200—600 годы (Королевский музей Онтарио в Торонто, Канада)
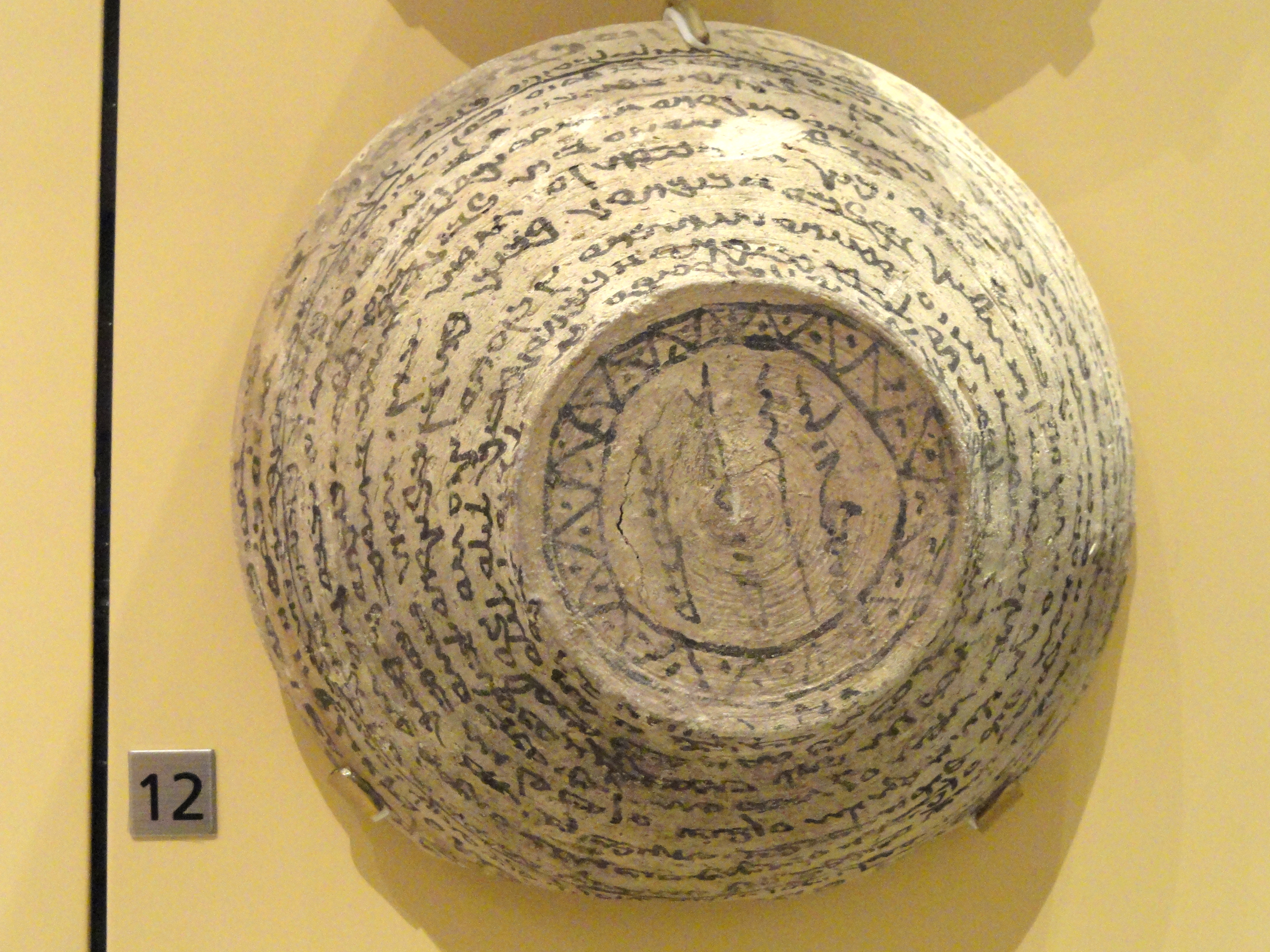
Чаша с заклинанием для Куктан Прук на время её беременности, 200—600 годы (Королевский музей Онтарио)
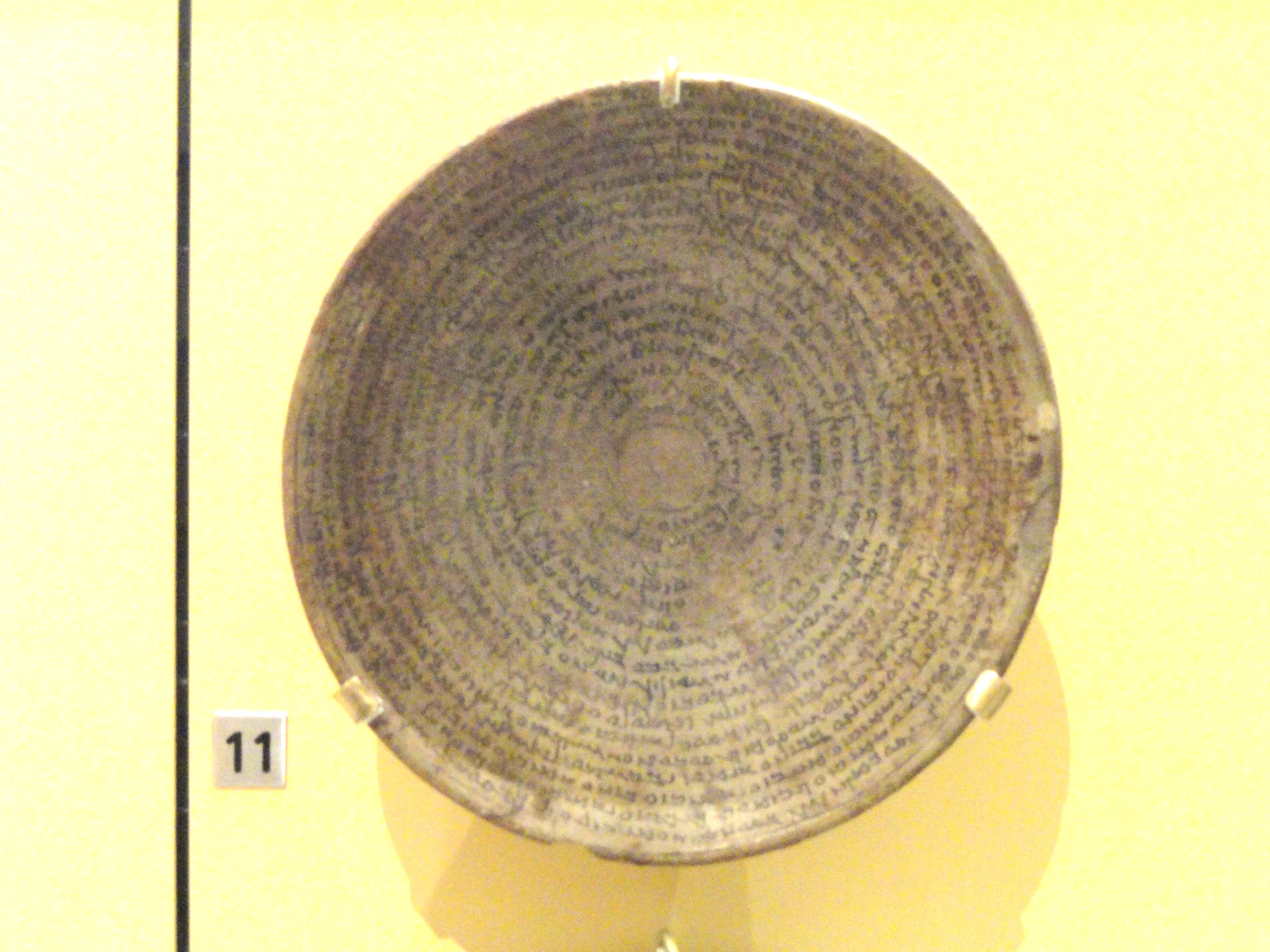
Чаша с заклинанием для защиты Ануша Бусаи и его семьи от несчастий, 200—600 годы (Королевский музей Онтарио)
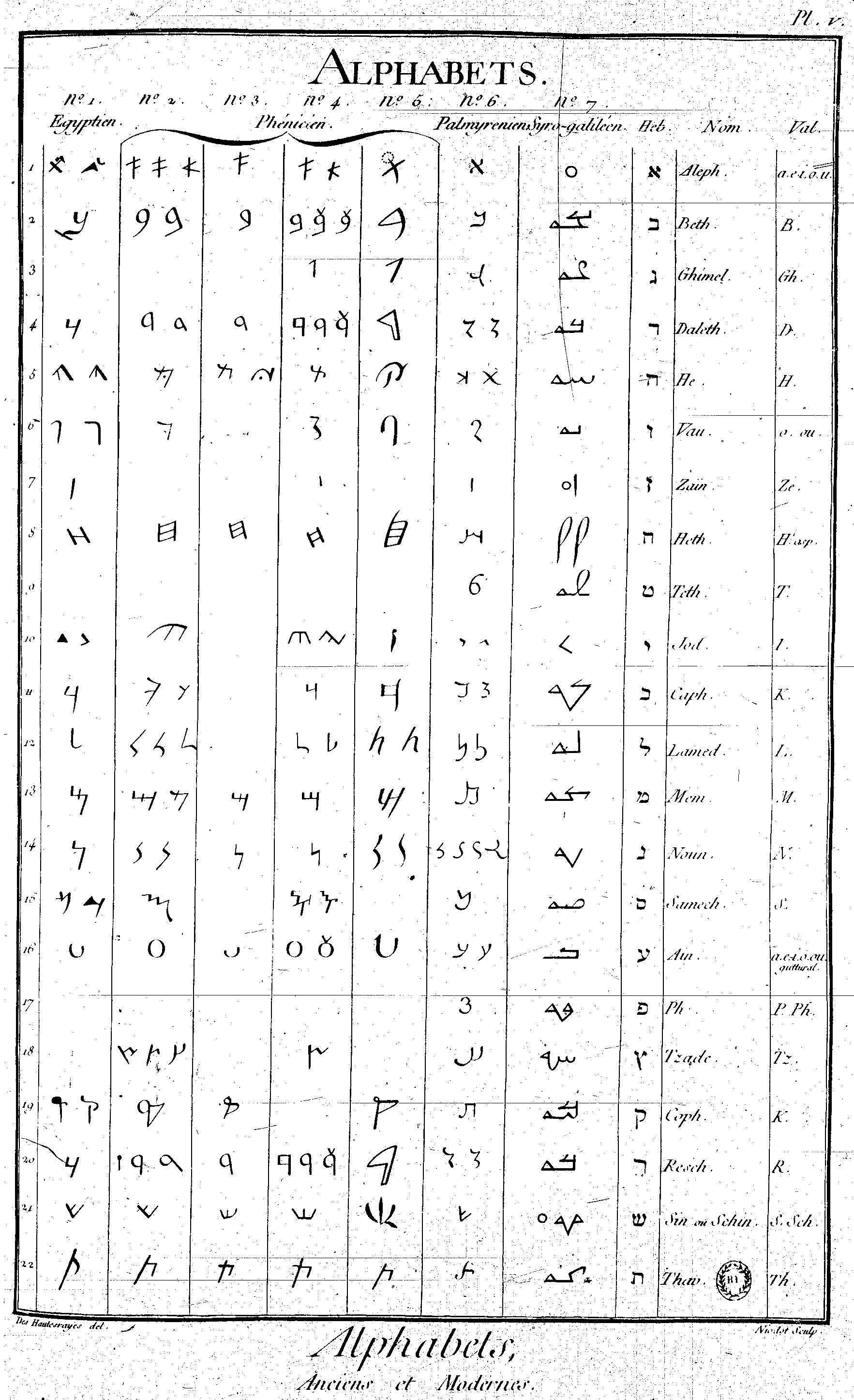
Сравнительная таблица из Энциклопедии, или Толкового словаря наук, искусств и ремёсел, том 2